# Otava (rzeka)
Otava – rzeka w południowych Czechach w kraju południowoczeskim, w dorzeczu Łaby będąca lewym dopływem Wełtawy. Swój początek bierze u zbiegu rzek Vydry i Křemelny. Długość rzeki wynosi 111,7 km, a powierzchnia jej zlewiska 3826,88 km². Przebiega m.in. przez Sušice, Horažďovice, Strakonice oraz Písek. Jej główne dopływy to Lomnice, Blanice, Volyňka, Novosedelský potok, Březový potok, Ostružná oraz Losenice.

## Zobacz też

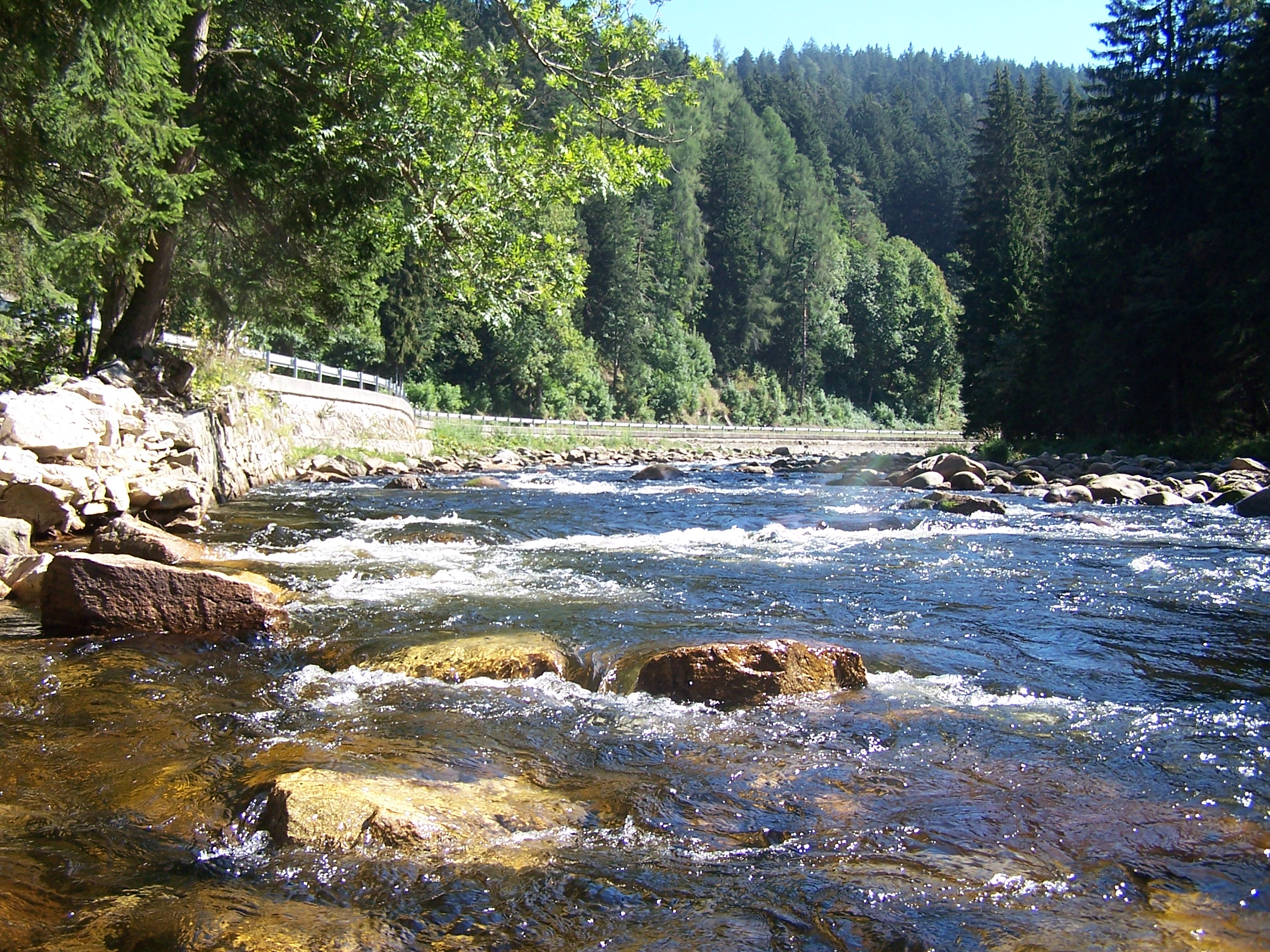
Zdjęcie z górnego biegu rzeki

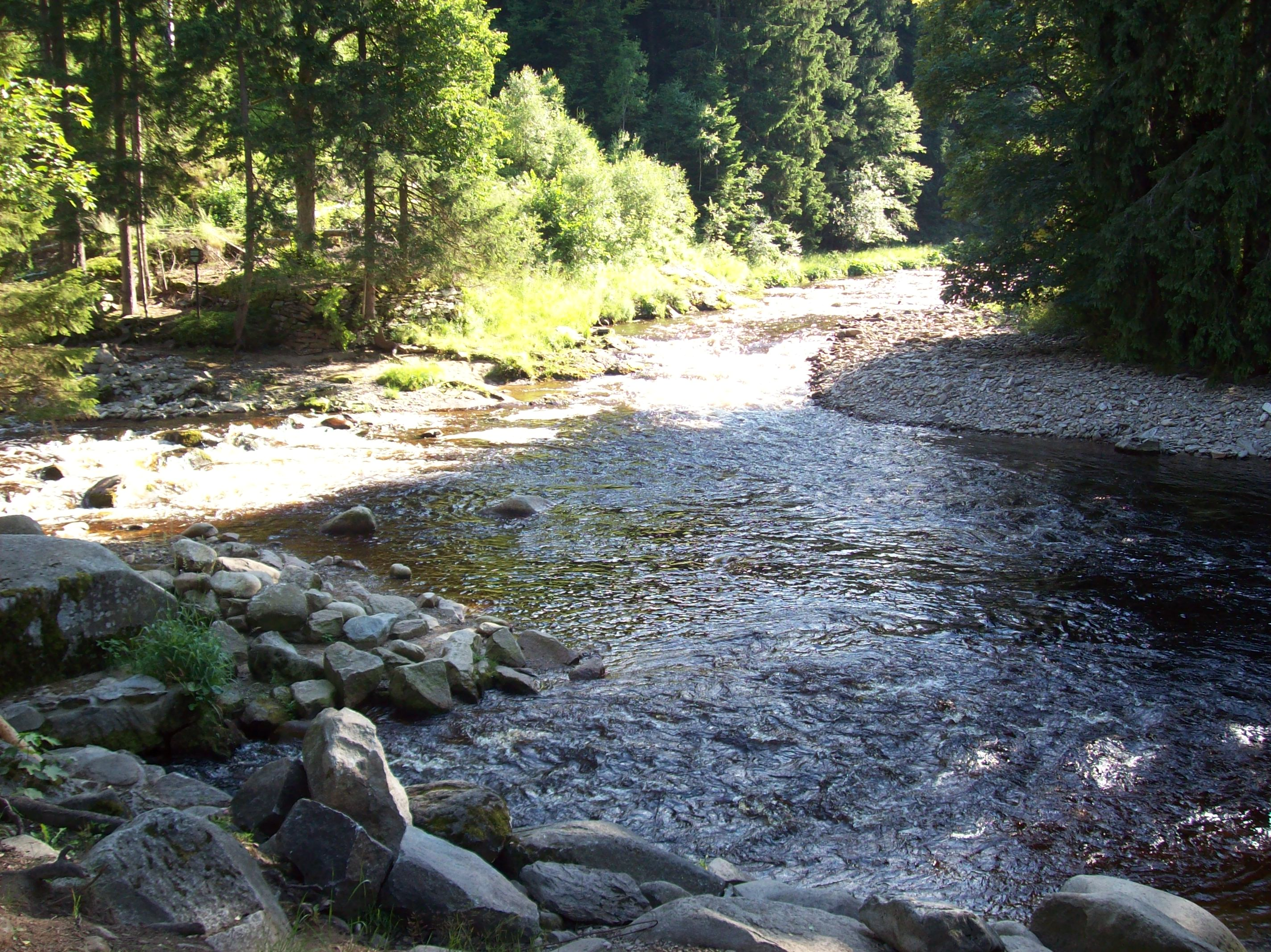
Zbieg Vydry i Křemelny